# 528
| 528                |
| ------------------ |
| Dødsfald - Fødsler |
|                    |

| Gregoriansk kalender | 528 DXXVIII             |
| Ab urbe condita      | 1281                    |
| Armensk kalender     | I/T                     |
| Kinesiske kalender   | 3224 – 3225 丁未 – 戊申 |
| Etiopisk kalender    | 520 – 521               |
| Jødisk kalender      | 4288 – 4289             |
| Hindukalendere       |                         |
| - Vikram Samvat      | 583 – 584               |
| - Shaka Samvat       | 450 – 451               |
| - Kali Yuga          | 3629 – 3630             |
| Iransk kalender      | 94 BP – 93 BP           |
| Islamisk kalender    | 97 BH – 96 BH           |

Se også 528 (tal)